# Feigenbach
Der Feigenbach ist ein 777 m langer, südlicher und orografisch linker Zufluss des Käsbachs und gehört zum Flusssystem der Dhünn, einem Nebenfluss der Wupper.

## Geographie

### Verlauf
Der Feigenbach entspringt auf einer Höhe von 220 m ü. NHN bei Straßen. Er fließt nach Norden und mündet auf einer Höhe von 159 m ü. NHN im Naturschutzgebiet Käsbachtal in den Käsbach.

### Einzugsgebiet
Das Einzugsgebiet liegt in der Naturregion Bechener Hochfläche und wird über den Käsbach, den Scherfbach, die Dhünn, die Wupper und den Rhein in die Nordsee entwässert.
Es wird
- im Westen durch das des Hambachs, einem Zufluss des Scherfbachs
- im Osten durch das des Altenhufer Siefens und des Hufer Siefens, beides Zuflüsse des Käsbachs,
- ansonsten durch das des aufnehmenenden Käsbachs

begrenzt.
Das Gebiet ist zum größten Teil bewaldet und befindet sich größtenteils im Naturschutzgebiet Käsbachtal.

### Zuflüsse
Dem Feigenbach fließt ein namenloses Gewässer auf rechter Seite zu.

### Flusssystem Scherfbach
- Fließgewässer im Flusssystem Scherfbach

## Naturschutzgebiet
- Naturschutzgebiet Käsbachtal